# ヴィータウタス・V・ランズベルギス

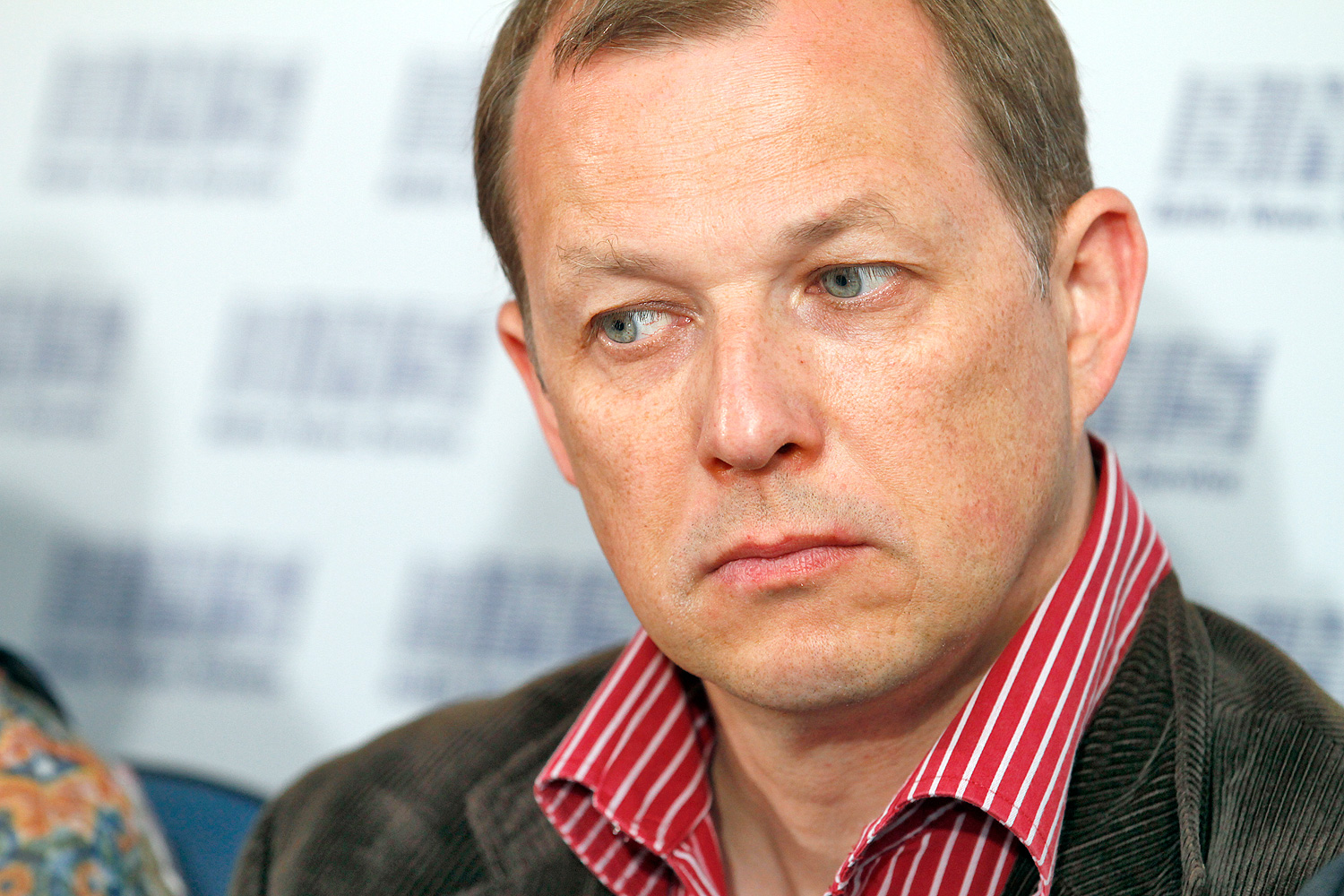

ヴィータウタス・V・ランズベルギス（Vytautas V. Landsbergis、1962年5月25日 - ）は、リトアニアの詩人、演劇および映画監督、絵本作家。
父は政治家で音楽学者のヴィータウタス・ランズベルギス、母はグラジナ・ルチーテ＝ランズベルギエネ。子はガブリエリュス、ヨナス、エレナ、ユリヤ、セヴェリヤの5人。

## 経歴
ヴィルニュス大学文献学部でリトアニア文献学を専攻。その後トビリシやニューヨークで映画について学んだ。1996年、イングランドで演劇について学んだ。